# Ansel Elgort
Ansel Elgort (New York, 14 marzo 1994) è un attore, disc jockey e cantante statunitense.
Ha recitato nella parte di Tommy Ross nel film del 2013 Lo sguardo di Satana - Carrie. Ha interpretato Augustus Waters nell'adattamento cinematografico del romanzo di John Green Colpa delle stelle, uscito nelle sale italiane il 4 settembre 2014. Ha interpretato la parte di Caleb Prior nell'adattamento cinematografico della trilogia tratta dai romanzi di Veronica Roth, Divergent, The Divergent Series: Insurgent e The Divergent Series: Allegiant.
Il suo nome da DJ è Ansølo. Collabora con la casa discografica Star Traax e con la Size.

## Biografia

### Inizi
Ansel è nato il 14 marzo 1994 a New York. I suoi genitori sono Arthur Elgort, fotografo che ha lavorato per Vogue per oltre 30 anni, e Grethe Barrett Holby, una regista teatrale. Il padre di Elgort è nato da una famiglia russa ebrea ashkenazita, e sua madre è di origini norvegesi, inglesi e tedesche. La nonna materna norvegese di Elgort, Aase-Grethe, era nella Resistenza norvegese durante la Seconda guerra mondiale e salvò i bambini ebrei norvegesi trasferendoli nella neutrale Svezia. A causa di queste attività fu imprigionata in un campo di concentramento. Elgort prende il nome dal fotografo Ansel Adams.
Terzo di tre figli, ha due fratelli maggiori: la sorella Sophie Elgort (nata nel 1986), fotografa di moda, ed il fratello Warren Elgort (nato nel 1989), un direttore della fotografia. Cugino del comico Sam Morril, figlio di suo zio paterno, all'età di nove anni sua madre lo portò a fare un provino per la School of American Ballet. Elgort continuò a studiare lì per cinque anni.
Elgort ha frequentato la Trinity School, la Professional Performing Arts School, la Fiorello H. LaGuardia High School e il campo estivo Stagedoor Manor. Elgort ha iniziato a studiare recitazione all'età di dodici anni al LaGuardia, dove si è esibito in una interpretazione di Hairspray con il compagno di scuola Kyle Jean-Baptiste e dove ha recitato nelle produzioni scolastiche di Guys and Dolls. Durante il liceo, nel 2009, è apparso su Teen Vogue insieme al modello polacco Jac Jagaciak in un editoriale fotografato da suo padre.

### Carriera

#### Recitazione
Durante l'ultimo anno di liceo ha recitato a teatro al fianco di Alexis Bledel in Regrets di Matt Charman, diretto da Carolyn Cantor e rappresentato al Manhattan Theater Club. Al termine delle repliche dello spettacolo, Ansel è stato scritturato per il film Lo sguardo di Satana - Carrie.
Ha inoltre recitato nel film Divergent, basato sulla serie di libri di Veronica Roth. Subito dopo le riprese di Divergent, Elgort ha ottenuto la parte di Augustus Waters nell'adattamento cinematografico del romanzo di John Green Colpa delle stelle, che segue la storia di una ragazza malata di cancro di nome Hazel Grace (interpretata da Shailene Woodley già sua collega nella serie Divergent) e la sua storia d'amore con Augustus Waters, il personaggio interpretato da Elgort. Il film è uscito nelle sale americane il 6 giugno 2014 e in quelle italiane il 4 settembre 2014.
Nel 2017 fu il protagonista del film Baby Driver - Il genio della fuga, diretto da Edgar Wright, in cui recitò insieme a Kevin Spacey, Jamie Foxx, Jon Bernthal e Jon Hamm.

#### Musica

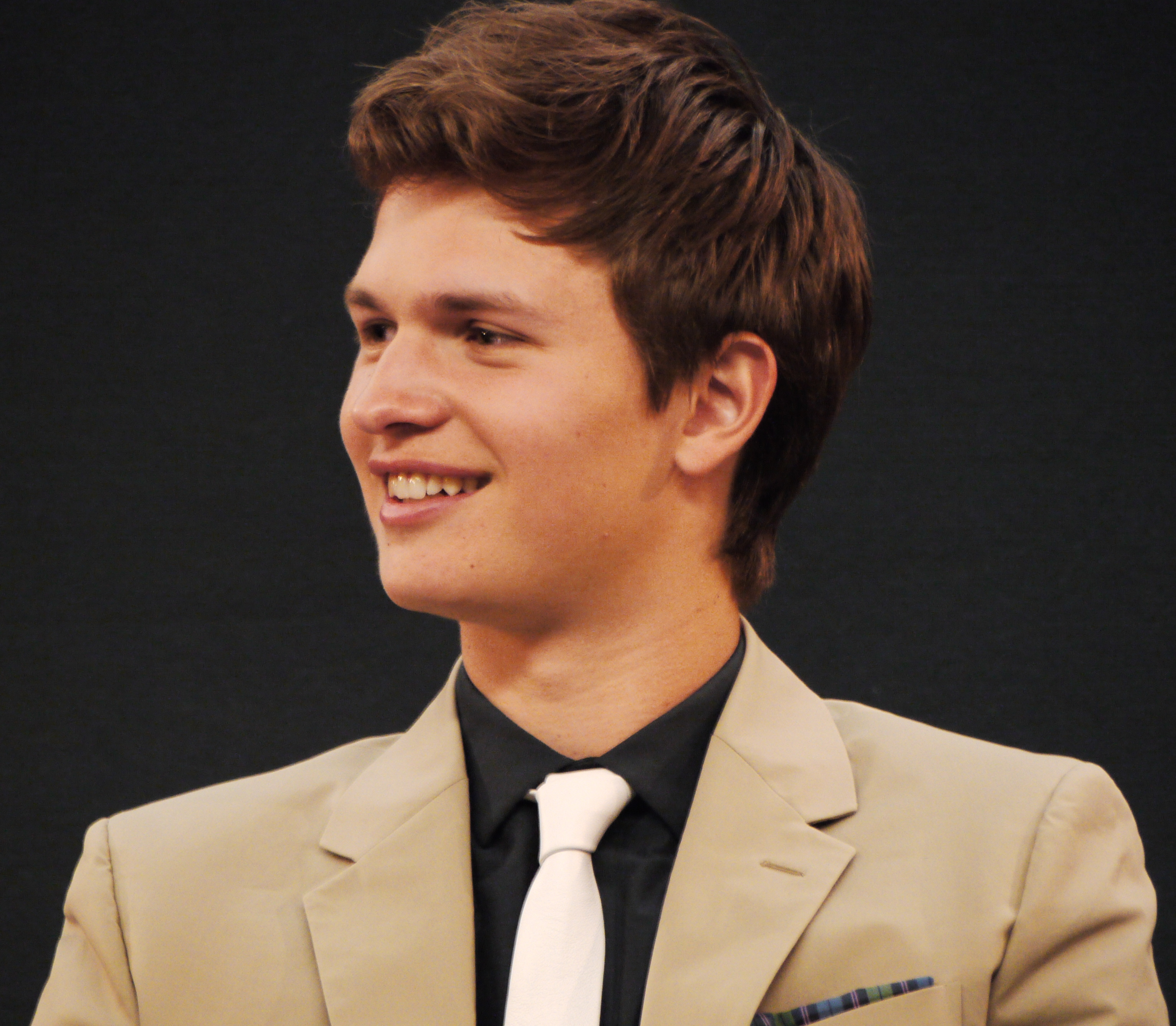
Elgort nel 2014

Sotto il nome Ansolo, Elgort ha creato un account SoundCloud per pubblicare musica dance elettronica e ha remixato brani come Born to Die di Lana Del Rey. In livestream nel febbraio 2014, ha detto di aver firmato un contratto discografico con la nuova etichetta di Tom Staar, Staar Traxx, e l'etichetta di Steve Angello, Size Records.
Il suo primo disco, Unite, è stato pubblicato il 21 aprile 2014 su Beatport e il 5 maggio 2014 su iTunes. Il suo secondo disco, Totem, è stato pubblicato il 21 luglio 2014 su Beatport e iTunes. Il suo singolo To Life, una canzone a tema Bar Mitzvah con sfumature klezmer, è stato pubblicato nel settembre 2015.
Elgort ha suonato sul palco principale dell'Electric Zoo Festival nel 2014, sul palco principale dell'Ultra Music Festival nel marzo 2015 e in un evento di musica dance a luci rosse ad Amsterdam nel 2014. Ha aperto alcuni spettacoli dei The Chainsmokers, uno spettacolo delle Nervo ed alcuni altri spettacoli con i suoi amici Nicky Romero e Martin Garrix. Ha suonato nel suo primo spettacolo da protagonista il giorno del suo 21º compleanno al Pacha NYC.
Nel 2015 ha firmato un contratto discografico con la Island/Universal Records, pubblicando il suo primo singolo per l'etichetta, Home Alone, l'8 luglio 2016. Il 3 febbraio 2017 ha pubblicato un singolo chiamato Thief con il nome di Ansel Elgort. Il video musicale mostrava la sua ragazza Violetta Komyshan, una ballerina. È apparso nel terzo album in studio del rapper Logic, Everybody, pubblicato il 5 maggio 2017, in una canzone intitolata Killing Spree. Il 17 dicembre 2017 canta l'inno nazionale degli Stati Uniti prima della sfida dei suoi New York Knicks contro gli Oklahoma City Thunder. L'11 gennaio 2018 ha pubblicato un singolo intitolato Supernova.

## Vita privata
Almeno dal 2017 risiede nel quartiere Bedford-Stuyvesant di Brooklyn.
Al suo 21º compleanno, Elgort ha chiesto ai familiari, agli amici e ai fan di fare donazioni al Thirst Project. Nell'aprile 2020, Elgort ha pubblicato una sua foto nudo sui social media come parte di uno sforzo di raccolta fondi per aiutare le persone colpite da COVID-19.
È tifoso dei New York Knicks in NBA.
Nel giugno 2020, una donna su Twitter ha accusato Elgort di averla violentata nel 2014 quando lei aveva 17 anni e lui 20. Elgort ha negato l'accusa in un post sulla sua pagina Instagram, dicendo che lui e la donna avevano avuto una "relazione breve, legale e del tutto consensuale".

## Filmografia
- Lo sguardo di Satana - Carrie (Carrie), regia di Kimberly Peirce (2013)
- Divergent, regia di Neil Burger (2014)
- Colpa delle stelle (The Fault in Our Stars), regia di Josh Boone (2014)
- Men, Women & Children, regia di Jason Reitman (2014)
- The Divergent Series: Insurgent, regia di Robert Schwentke (2015)
- Città di carta (Paper Towns), regia di Jake Schreier (2015) Non accreditato
- The Divergent Series: Allegiant, regia di Robert Schwentke (2016)
- Baby Driver - Il genio della fuga (Baby Driver), regia di Edgar Wright (2017)
- November Criminals, regia di Sacha Gervasi (2017)
- Jonathan, regia di Bill Oliver (2018)
- Billionaire Boys Club, regia di James Cox (2018)
- Il cardellino (The Goldfinch), regia di John Crowley (2019)
- West Side Story, regia di Steven Spielberg (2021)

## Doppiatori italiani
Nelle versioni in italiano dei suoi film, Ansel Elgort è stato doppiato da:
- Manuel Meli in Lo sguardo di Satana - Carrie, Colpa delle stelle, Men, Women & Children, Baby Driver - Il genio della fuga, November Criminals, Il cardellino, Billionaire Boys Club
- Flavio Aquilone in Divergent, The Divergent Series: Insurgent, The Divergent Series: Allegiant
- Stefano Broccoletti in West Side Story, Tokyo Vice
- Alessio Nissolino in Città di carta

## EP
2018: Super Nova

## Singoli
Come Ansolo:
"Unite" (2014) 	
"Totem" (con Tom Staar) (2015)
"To Life" (con Too Many Zooz) (2015)
"Yin Yang" (con Maxum) (2016)
Come Ansel Elgort:
"Home Alone" (2016)
"Thief" (2017)
"You Can Count on Me"(featuring Logic) (2017)
"All I Think About Is You" (2017)
"Supernova" (2018)

## Video musicali
"Be The One" (2016)
"Thief" (2017)
"Supernova" (2018)

## Premi e riconoscimenti
- Golden Globe
  - 2018 Nomination Migliore Attore in un film commedia o musicale per Baby Driver
- 2014 - Teen Choice Awards
  - Miglior attore in un film drammatico per Colpa delle stelle
  - Miglior intesa con Shailene Woodley e Nat Wolff per Colpa delle stelle
  - Miglior bacio con Shailene Woodley per Colpa delle stelle
  - Breakout Star per Divergent e Colpa delle stelle
- 2014 - Young Hollywood Award
  - Attore preferito dai fan per Colpa delle stelle
  - Miglior coppia con Shailene Woodley per Colpa delle stelle
  - Candidato come miglior rivelazione per Colpa delle stelle
- 2014 - MTV Millennial Awards
  - On-Screen Romance con Shailene Woodley per Colpa delle stelle
- 2014 - NewNowNext Awards
  - Best New Film Actor per Colpa delle stelle
- 2015 - People's Choice Awards
  - Miglior coppia con Shailene Woodley per Colpa delle stelle
- 2015 - Critics' Choice Movie Awards
  - Candidato come miglior giovane attore per Colpa delle stelle
- 2015 - MTV Movie Awards[45][46]
  - Miglior bacio con Shailene Woodley per Colpa delle stelle
  - Candidato come miglior performance maschile per Colpa delle stelle
  - Candidato come miglior performance rivelazione per Colpa delle stelle
  - Candidato come miglior coppia con Shailene Woodley per Colpa delle stelle
  - Candidato come miglior performance senza maglietta per Colpa delle stelle
- 2015 - Teen Choice Awards[47]
  - Candidato come miglior attore in un film d'azione per The Divergent Series: Insurgent